# Liste des représentants des États-Unis pour le Dakota du Nord
L'État du Dakota du Nord dispose d'un représentant à la Chambre des représentants des États-Unis.

## Délégation au 119econgrès (2025-2027)
| Nom | Nom             | Nom | Début du mandat                     | Parti       |
| --- | --------------- | --- | ----------------------------------- | ----------- |
|     | Julie Fedorchak |     | 3 janvier 2025 (2 mois et 20 jours) | Républicain |

## Délégations historiques

### Un représentant (1889-1903)
| Congrès     | Congrès     | District At-large         |
| ----------- | ----------- | ------------------------- |
| 51e congrès | (1889-1891) | Henry C. Hansbrough (R)   |
| 52e congrès | (1891-1893) | Martin N. Johnson (R)     |
| 53e congrès | (1893-1895) | Martin N. Johnson (R)     |
| 54e congrès | (1895-1897) | Martin N. Johnson (R)     |
| 55e congrès | (1897-1899) | Martin N. Johnson (R)     |
| 56e congrès | (1899-1901) | Burleigh F. Spalding (R)  |
| 57e congrès | (1901-1903) | Thomas Frank Marshall (R) |

### Deux représentants (1903-1913)
| Congrès     | Congrès     | District At-large         | District At-large         |
| Congrès     | Congrès     | 1er siège                 | 2d siège                  |
| ----------- | ----------- | ------------------------- | ------------------------- |
| 58e congrès | (1903-1905) | Thomas Frank Marshall (R) | Burleigh F. Spalding (R)  |
| 59e congrès | (1905-1907) | Thomas Frank Marshall (R) | Asle Gronna (R)           |
| 60e congrès | (1907-1909) | Thomas Frank Marshall (R) | Asle Gronna (R)           |
| 61e congrès | (1909-1911) | Louis B. Hanna (R)        | Asle Gronna (R)           |
| 62e congrès | (1911-1913) | Louis B. Hanna (R)        | Henry Thomas Helgesen (R) |

### Trois représentants (1913-1933)
| Congrès     | Congrès     | 1er district              | 2e district         | 3e district               |
| ----------- | ----------- | ------------------------- | ------------------- | ------------------------- |
| 63e congrès | (1913-1915) | Henry Thomas Helgesen (R) | George M. Young (R) | Patrick Daniel Norton (R) |
| 64e congrès | (1915-1917) | Henry Thomas Helgesen (R) | George M. Young (R) | Patrick Daniel Norton (R) |
| 65e congrès | (1917)      | Henry Thomas Helgesen (R) | George M. Young (R) | Patrick Daniel Norton (R) |
| 65e congrès | (1917-1919) | John Miller Baer (R)      | George M. Young (R) | Patrick Daniel Norton (R) |
| 66e congrès | (1919-1921) | John Miller Baer (R)      | George M. Young (R) | James H. Sinclair (R)     |
| 67e congrès | (1921-1923) | Olger B. Burtness (R)     | George M. Young (R) | James H. Sinclair (R)     |
| 68e congrès | (1923-1924) | Olger B. Burtness (R)     | George M. Young (R) | James H. Sinclair (R)     |
| 68e congrès | (1924-1925) | Olger B. Burtness (R)     | Thomas Hall (R)     | James H. Sinclair (R)     |
| 69e congrès | (1925-1927) | Olger B. Burtness (R)     | Thomas Hall (R)     | James H. Sinclair (R)     |
| 70e congrès | (1927-1929) | Olger B. Burtness (R)     | Thomas Hall (R)     | James H. Sinclair (R)     |
| 71e congrès | (1929-1931) | Olger B. Burtness (R)     | Thomas Hall (R)     | James H. Sinclair (R)     |
| 72e congrès | (1931-1933) | Olger B. Burtness (R)     | Thomas Hall (R)     | James H. Sinclair (R)     |

### Deux représentants (1933-1973)
| Congrès     | Congrès     | 1er district               | 2e district               |
| ----------- | ----------- | -------------------------- | ------------------------- |
| 73e congrès | (1933-1935) | James H. Sinclair (R)      | William Lemke (R-NPL)     |
| 74e congrès | (1935-1937) | Usher L. Burdick (R-NPL)   | William Lemke (R-NPL)     |
| 75e congrès | (1937-1939) | Usher L. Burdick (R-NPL)   | William Lemke (R-NPL)     |
| 76e congrès | (1939-1941) | Usher L. Burdick (R-NPL)   | William Lemke (R-NPL)     |
| 77e congrès | (1941-1943) | Usher L. Burdick (R-NPL)   | Charles R. Robertson (R)  |
| 78e congrès | (1943-1945) | Usher L. Burdick (R-NPL)   | William Lemke (R-NPL)     |
| 79e congrès | (1945-1947) | Charles R. Robertson (R)   | William Lemke (R-NPL)     |
| 80e congrès | (1947-1949) | Charles R. Robertson (R)   | William Lemke (R-NPL)     |
| 81e congrès | (1949-1951) | Usher L. Burdick (R-NPL)   | William Lemke (R-NPL)     |
| 82e congrès | (1951-1953) | Usher L. Burdick (R-NPL)   | Fred G. Aandahl (R)       |
| 83e congrès | (1953-1955) | Usher L. Burdick (R-NPL)   | Otto Krueger (R)          |
| 84e congrès | (1955-1957) | Usher L. Burdick (R-NPL)   | Otto Krueger (R)          |
| 85e congrès | (1957-1959) | Usher L. Burdick (R-NPL)   | Otto Krueger (R)          |
| 86e congrès | (1959-1961) | Quentin N. Burdick (D-NPL) | Don L. Short (R)          |
| 87e congrès | (1961-1963) | Hjalmar Carl Nygaard (R)   | Don L. Short (R)          |
| 88e congrès | (1963)      | Hjalmar Carl Nygaard (R)   | Don L. Short (R)          |
| 88e congrès | (1963-1965) | Mark Andrews (R)           | Don L. Short (R)          |
| 89e congrès | (1965-1967) | Mark Andrews (R)           | Rolland W. Redlin (D-NPL) |
| 90e congrès | (1967-1969) | Mark Andrews (R)           | Thomas S. Kleppe (R)      |
| 91e congrès | (1969-1971) | Mark Andrews (R)           | Thomas S. Kleppe (R)      |
| 92e congrès | (1971-1973) | Mark Andrews (R)           | Arthur A. Link (D-NPL)    |

### Un représentant (depuis 1973)
| Congrès      | Congrès     | District At-large    |
| ------------ | ----------- | -------------------- |
| 93e congrès  | (1973-1975) | Mark Andrews (R)     |
| 94e congrès  | (1975-1977) | Mark Andrews (R)     |
| 95e congrès  | (1977-1979) | Mark Andrews (R)     |
| 96e congrès  | (1979-1981) | Mark Andrews (R)     |
| 97e congrès  | (1981-1983) | Byron Dorgan (D-NPL) |
| 98e congrès  | (1983-1985) | Byron Dorgan (D-NPL) |
| 99e congrès  | (1985-1987) | Byron Dorgan (D-NPL) |
| 100e congrès | (1987-1989) | Byron Dorgan (D-NPL) |
| 101e congrès | (1989-1991) | Byron Dorgan (D-NPL) |
| 102e congrès | (1991-1993) | Byron Dorgan (D-NPL) |
| 103e congrès | (1993-1995) | Earl Pomeroy (D-NPL) |
| 104e congrès | (1995-1997) | Earl Pomeroy (D-NPL) |
| 105e congrès | (1997-1999) | Earl Pomeroy (D-NPL) |
| 106e congrès | (1999-2001) | Earl Pomeroy (D-NPL) |
| 107e congrès | (2001-2003) | Earl Pomeroy (D-NPL) |
| 108e congrès | (2003-2005) | Earl Pomeroy (D-NPL) |
| 109e congrès | (2005-2007) | Earl Pomeroy (D-NPL) |
| 110e congrès | (2007-2009) | Earl Pomeroy (D-NPL) |
| 111e congrès | (2009-2011) | Earl Pomeroy (D-NPL) |
| 112e congrès | (2011-2013) | Rick Berg (R)        |
| 113e congrès | (2013-2015) | Kevin Cramer (R)     |
| 114e congrès | (2015-2017) | Kevin Cramer (R)     |
| 115e congrès | (2017-2019) | Kevin Cramer (R)     |
| 116e congrès | (2019-2021) | Kelly Armstrong (R)  |
| 117e congrès | (2021-2023) | Kelly Armstrong (R)  |
| 118e congrès | (2023-2025) | Kelly Armstrong (R)  |